# Resolução 310 do Conselho de Segurança das Nações Unidas
A Resolução 310 do Conselho de Segurança das Nações Unidas, adotada em 4 de fevereiro de 1972, após reafirmar resoluções anteriores sobre o assunto, o Conselho condenou veementemente as medidas repressivas contra os trabalhadores africanos na Namíbia e apelou a todas as nações e empresas que operam na Namíbia a usarem todos os meios disponíveis para garantir que as operações estejam em conformidade com a Declaração Universal dos Direitos Humanos.
O Conselho terminou condenando a África do Sul pela presença contínua de suas forças policiais e militares e decidiu que se a África do Sul não cumprisse a presente resolução, se reuniria imediatamente para decidir sobre medidas e medidas eficazes para implementá-la e solicitou ao Secretário-Geral informe-os até 31 de julho.
A resolução foi aprovada por 13 votos; França e o Reino Unido abstiveram-se de votar.